# Herb Strzegomia
Herb Strzegomia – jeden z symboli miasta Strzegom i gminy Strzegom w postaci herbu. Od roku 2008 obowiązuje forma herbu opisana w statucie miasta w dniu 30 września 2008.

## Wygląd i symbolika
Herb Strzegomia przedstawia w polu błękitnym postaci: z heraldycznie prawej strony świętego Piotra i z lewej - świętego Pawła, en face od pasa w górę, stojących za ceglanym murem obronnym z otwartą bramą. Święty Piotr w prawej ręce trzyma złoty klucz oparty o prawe ramię, w lewej - złotą księgę. Święty Paweł w lewej ręce trzyma złoty miecz oparty o lewe ramię, w prawej - złotą księgę. Postacie świętych są srebrne, nimby wokół ich głów złote, mur obronny czerwony, blankowany, prześwit w bramie błękitny. Rysunek podkreślony cienką czarną kreską konturową.
Herb nawiązuje do strzegomskiego kościoła pod wezwaniem św. św. Piotra i Pawła.